# Дубровка (Хустский район)
Ду́бровка (укр. Дубрівка) — село в Иршавской общине Хустского района Закарпатской области Украины.
Население по переписи 2001 года составляло 1131 человек. Почтовый индекс — 90133. Телефонный код — 3144. Занимает площадь 1,79 км². Код КОАТУУ — 2121982801.

## История
В 2000 г. селу Дибровка возвращено историческое название Дубровка.